# Veliterna Juventus Sportiva Velletri
L'A.S.D. Veliterna Juventus Sportiva Velletri, nota come VJS Velletri, è la principale squadra di calcio della città di Velletri (Roma).
Ha militato in campionati interregionali (Serie D) ed attualmente è iscritta al campionato regionale di promozione.

## Colori sociali
I colori sociali sono il rosso e il nero. La prima divisa è composta da maglia a scacchi rossi e neri alternati e calzoncini neri. La seconda divisa prevede invece maglia bianca con striscia rossa e calzoncini rossi. Esiste anche una terza divisa, molto più rara, in completo nero.

## Storia
Fondata nel 1955, raggiunse per la prima volta la promozione in Serie D al termine della stagione 1968-69. Negli anni precedenti la fondazione (dopoguerra e primi anni '50) esisteva già una società denominata S.S. Veliterna che si può rintracciare anche nelle classifiche dei campionati regionali dell'epoca. Nel corso degli anni settanta, ottanta e novanta ha disputato 18 campionati di Serie D sfiorando la promozione nella serie superiore (fino al 1978 la Serie C; dal 1978 in poi la Serie C2) nel 1971-72, 1972-73 (campionati entrambi conclusi al 2º posto) e nel 1982-83 (in quella stagione arrivò 3°).

### Fondazione
La Vjs Velletri viene fondata nel 1955 e inizia la sua storia che porterà i colori rosso-neri ad essere tra i più importanti della regione Lazio, e anche in Italia ai tempi della serie D quando la squadra ha incontrato in categoria compagini come Sassari, L'Aquila, Livorno.
I primi anni successivi alla fondazione vedono squadre di medio livello con giocatori amatoriali che regalano al pubblico veliterno stagioni alterne. La categoria più ricorrente è la Promozione. Calciatori celebri sono i fratelli Calcatelli, Trenta, Salomon, Ottavi, Rosati, Massicci, i fratelli Tartaglia, i portieri Tibaldi e D'Ambrosio, Ludovisi, mentre come allenatori i primi a sedere sulla panchina della Vjs Velletri furono Caristi, Dominizi, Papa, Ziroli e Marcellini.
L'allenatore della promozione alla Serie D, avvenuta nella stagione 1968-69, fu De Vita.

### Gli anni d'oro della VJS Velletri
Dopo i primi anni di assestamento, e il campionato del 1966-67 - primo posto in Seconda Categoria con 75 reti all'attivo in 30 partite nel 1969 arriva la promozione nel Campionato Nazionale Dilettanti. La Vjs Velletri vince il campionato regionale di Prima Categoria battendo all'ultima giornata il Palestrina per 1-0 (rete di Conti), mentre il comprimario Frascati viene battuto 3-2 a Nettuno.
Nel 1969-70, la squadra si presenta come matricola alla sua prima assoluta in D e con il presidente Piemonte, inizia il periodo d'oro del calcio veliterno: arrivano a Velletri Pagni e Mari dalla Lazio, Solfanelli dal Mantova, Michesi futuro bomber del Catanzaro e del Brescia, il capitano è Salvatore Delrio - si scrive tutto attaccato - (che giocherà per anni con la maglia rossonera, subendo anche due gravi infortuni). Anche il vivaio vive una fase di crescita ed emergono numerosi giocatori che faranno strada nei campionati professionistici e non. Nel 1969-70, dopo le prime giornate in Serie D, sotto la guida di De Vita, l'allenatore della promozione, la squadra, ai vertici della classifica, viene affidata a Sassi, ma non riesce nell'impresa di centrare la promozione, finendo quarta. La stagione seguente, dopo la nona giornata del campionato 1970-71, la compagine viene affidata e Giovanni Cattozzo, ex Milan, e, con lui, dopo la risalita nella stessa stagione dal penultimo al sesto posto, nel 1971-72 sfiora l'impresa della promozione alla Serie C, arrivando seconda, dietro alla Torres.
Nel 1972-1973 la Vjs Velletri diventa campione d'Italia della categoria Serie D del Campionato nazionale Dante Berretti, battendo in finale il Treviso per 1-0 con una rete di Vincenzo Taddei.
Dopo alcune stagioni di metà classifica, nel 1976-1977 arriva la retrocessione in Promozione.
Il 1977-1978 vede una rosa competitiva e l'obiettivo è l'immediata risalita, ma alla fine del campionato è quarto posto. L'allenatore è Mari, con esperienze in categorie superiori, e tra le file rossonere c'è Gianni Rosati e Igor Jankole. Con Mari allenatore la società e la squadra riprende spazio e considerazione: vince il campionato di promozione 78/79; all'ultima giornata allo Stadio Comunale di Velletri, c'è lo scontro diretto tra la Vjs Velletri prima e il Terracina secondo. Sospinta dal proprio pubblico (oltre 4.000 spettatori) la squadra di Mari si impone per 3-1 tornando a distanza di due anni in un campionato nazionale. Nel 1980-81 con mister Cavazzoni la Vjs Velletri arriva al terzo posto staccata di poco dalla prima posizione ma non riesce a raggiungere la C. La sconfitta contro la Torres spedisce nella categoria superiore Quartu e Casalotti lasciando i rossoneri terzi in classifica.

### Gli anni '80 e l'ultima retrocessione
Dopo l'ultima stagione, la rosa viene ampliata con gli arrivi di Claudio Gava, Maurizio D'Este (autore di un salto da Velletri fino al Milan dove vestirà la maglia rossonera) e Stefano Colantuono. Nel 1982-83 è di nuovo terzo posto: la Vjs Velletri spesso sul podio se fosse stata nelle stesse condizioni attualmente avrebbe disputato un numero impressionante di play off. Nel 1985-86 un organico ringiovanito retrocede in Promozione, da dove risalirà nel 1988-89 per ripescaggio (si era classificata seconda nella categoria inferiore). Nel 1989-90 la squadra arriva quarta classificata, nelle sue file spiccano giocatori del calibro di Fois, Lo Sacco, Caprari Massimo, Sperduti, oltre a Milano e Busini, giovani ventenni che faranno la storia del calcio dilettantistico laziale di quegli anni, assieme allo storico capitano Luca Di Lazzaro. Nel 1990-91 una serie impressionante di coincidenze negative, a cominciare dalla squadra giovane per difficoltà economiche della società, porta alla retrocessione nella neo-istituita categoria dell'Eccellenza. Inoltre lo stadio "Giovanni Scavo" viene ristrutturato e così la squadra ha disputato sempre in trasferta le gare, svantaggio non indifferente dato che i rossoneri hanno sempre beneficiato del sostegno del loro pubblico. Quella terminata a maggio 1991 è l'ultima stagione di Serie D per la principale società calcistica di Velletri.

### L'Eccellenza tra alti e bassi: anni '90
Nel 1992-93 arriva la prima Coppa Italia: la squadra giunge in finale regionale contro il Palestrina: si gioca al Flaminio, e di fronte ad un grande pubblico rosso-nero i castellani si impongono per 2-0 vincendo il titolo, in campo si sono distinti Caprari, Busini, Bastianelli, Scarioli, D'auria in porta e capitan Di Lazzaro. Negli stessi anni la squadra viene anche promossa nuovamente in D ma per la mancata iscrizione retrocede di una categoria, per poi risalire immediatamente. Il presidente è Ivano Selli, noto conduttore televisivo dell'emittente Rete Oro attiva a Roma e provincia. Sono anni in cui la Vjs Velletri non disputa campionati di vertice e conquista salvezze all'ultima giornata. La stagione più gratificante degli anni '90 è sicuramente il 1996-97 quando la squadra chiude al terzo posto con 50 punti e nonostante tutto non riesce a raggiungere i play off e non può contare su eventuali ripescaggi.

### Il 2000: ancora Eccellenza
È il caso del 2004-2005, con il quint'ultimo posto valso la salvezza diretta soltanto per il vantaggio superiore ai dieci punti nei confronti del Priverno (altrimenti sarebbero stati play out). In quell'anno la squadra si fonde con un'altra società calcistica, il Le Roy, dando vita ad un settore giovanile molto ampio. Ma questo esperimento non dura molto e infatti verrà presto smantellato.
Nel 2005-2006 la squadra staziona a metà classifica chiudendo con 43 punti la stagione. Allenatori di queste annate sono Marco Conti e Carlo Pascucci. Nel 2005-2006 la Vjs Velletri si trova a lottare per i vertici prima di un crollo verticale.
Nel 2006-2007 con Fabio Lucidi subentrato in panchina, la squadra ferma il Gaeta con il risultato di 1-0 (gol di Borrielli) nell'ultima giornata estromettendolo dalla zona play off e salvandosi con un punto di vantaggio sulla zona play out. Il tecnico romano compie un'impresa sportiva riuscendo ad infilare risultati positivi dal suo arrivo fino all'ultima giornata. Con trascorsi nel professionismo in B, Lucidi viene confermato anche per la stagione successiva e viene allestita una squadra competitiva con la presenza di numerosi giocatori d'esperienza e calciatori argentini (Moreta Santos, Molinari, Veron, Campora, Dominguez).
Nel 2007-2008 la squadra chiude con 50 punti al settimo posto: non era mai arrivata così in alto dal 1997, quando allora con gli stessi punti si piazzò terza in graduatoria. L'annata è ricordata in maniera molto positiva dal momento che nonostante l'inesperienza della squadra, la Vjs Velletri staziona al primo e al terzo posto per tutto il girone di andata tenendo testa al duo Formia-Gaeta, prima poi di perdere punti soprattutto in trasferta e chiudere a ridosso delle prime. La squadra si rivela l'unica imbattuta tra le mura amiche, con la miglior difesa e il record nazionale di imbattibilità del portiere. Quello che frena la Vjs Velletri è la scarsa vena offensiva: oltre sporadiche prestazioni è consacrata la sterilità degli attaccanti, anche per via del grave infortunio al bomber argentino Hernan Molinari (che a Velletri ha messo a segno una decina di reti e nelle stagioni successive ha vinto la classifica cannonieri con l'Albalonga per due anni di fila).
In Vjs Velletri-Boville 1-0 i rossoneri hanno battuto la capolista con una marcatura arrivata al 94' firmata da Rodrigo Veron grazie a un tiro di controbalzo da circa 60 metri, arrivato in seguito ad un tentativo di rinvio del mediano veliterno che ha scavalcato il portiere avversario Della Torre piazzato fuori dai pali. Il video è disponibile su YouTube ed è divenuto virale.
La retrocessione dall'ultimo campionato di D è avvenuta al termine della stagione 1990-91 quando la Vjs scese in Promozione.

### Gli ultimi anni: spazio alla linea verde
Nella stagione 2007-08, la Vjs Velletri, disputando un buon campionato di medio-alta classifica con un organico giovane, ha instaurato un record: il portiere Alessandro Ruggini è rimasto imbattuto per oltre 1000 minuti, superando l'imbattibilità italiana detenuta da Sebastiano Rossi durata 929 minuti (anche se in altra categoria). Infatti il portiere veliterno non ha preso reti dalla quarta alla quindicesima giornata. L'imbattibilità è stata interrotta da una rete al 1' minuto nella gara contro l'ultima classificata del girone Tor Sapienza, che la Vjs Velletri ha perso proprio per 1-0. In totale nel girone di andata la squadra rosso-nera ha incassato 4 reti in 17 gare (miglior difesa di tutti i campionati italiani dalla Serie A alla III Categoria).
La stagione 2008-09 si apre con la direzione generale che viene affidata a Nerino Tabanelli, con trascorsi in C2 nelle piazze emiliane, sostituto di Silvio Argenio. Anche mister Fabio Lucidi abbandona la panchina rosso-nera, sostituito dal giovane tecnico emergente Roberto Giovarruscio; la Vjs Velletri 2008-09 è una delle squadre più giovani di tutti i campionati italiani in assoluto, avendo un'età media di soli 24 anni. I rossoneri navigano a metà classifica nella prima parte del girone di andata. L'11 settembre 2008 a sorpresa si dimette il patron Pasquale Iezzi per divergenze con l'amministrazione comunale, dicendosi stanco della mancata cultura dello sport presente a Velletri. Il 5 novembre 2008 Giovarruscio viene esonerato dalla società. Al suo posto Alberto Di Meo, ex giocatore bandiera della Vjs Velletri negli anni '80, che assume l'incarico fino al termine della stagione con l'obiettivo di salvare la squadra. Dopo risultati altalenanti la società taglia alcuni giocatori e avvia il mercato di riparazione non appena, in seguito alla sconfitta subita contro il Latina, la Vjs Velletri finisce in zona play out con 15 punti. Il 16 dicembre 2008 a sorpresa, con il venir meno del supporto economico dell'ormai ex presidente dimissionario Iezzi, la società è costretta ad operare tagli e restano in rosa pochi giovani e membri della Juniores che provano nella disperata impresa di mantenere la categoria. Nonostante la situazione difficile la squadra riesce a chiudere il campionato con un vantaggio di cinque punti sulla zona retrocessione diretta qualificandosi di diritto ai play out contro il Mentanajenne. L'andata in casa il 17/05/09 termina 2-0 con reti di Panella e Rossi. Il ritorno in casa del Mentana vede una nuova vittoria della Vjs Velletri per 3-1 (Rossi, Parabolani, Guidi) e quindi la salvezza dopo play out. Un'autentica impresa sportiva compiuta dai giocatori rimasti che hanno letteralmente salvato il calcio a Velletri.

## Gli anni Duemiladieci
Nella stagione 2013-2014 la Vjs Velletri torna dopo un anno di assenza dai campionati regionali, per la collaborazione con il Lariano e l'Asd Lariano Velletri che ha militato per un anno in Eccellenza. La società allestisce una rosa competitiva ed affida la panchina al tecnico Massimo Bindi, con il compito di puntare ad un campionato di vertice nel girone C della Promozione Lazio 2013-2014. La squadra rossonera al giro di boa è prima in classifica con due punti di vantaggio sulla seconda, ma una serie di risultati discontinui fanno chiudere alla Vjs Velletri la stagione al terzo posto in coabitazione con la Vis Subiaco. La qualificazione ai play off costringe i rossoneri a giocare in trasferta la gara secca, sul campo della Nuova Itri, e la partita finisce 2-1 nonostante il ventunesimo gol stagionale dell'attaccante scuola Juventus Giovanni Terrazzino. Mancata dunque la promozione in Eccellenza, per la stagione successiva 2014-2015 la società decide di dare spazio alla linea verde. La panchina viene assegnata all'ex allenatore della Juniores Corrado Sambucci, e la rosa è composta per la maggior parte da giovani atleti provenienti dal settore giovanile. Si aggregano al gruppo però anche gli esperti Alessandro Rovitelli, Pasquale Rulli (un passato nel professionismo con le maglie di Taranto, Sangiovannese, Pisa, Sambenedettese), Marco Pasqualini. Contro tutti i pronostici la Vjs Velletri parte bene in campionato, battendo all'undicesima giornata in casa anche il Città di Ciampino (2-1) capolista e fino a quel momenti imbattuto sia nel girone C che in Coppa. La stagione termina con una salvezza all'ultima giornata (3-2 ad Ardea) agli ordini del tecnico Marco Conti, subentrato e poi non confermato nella stagione successiva (2015-2016), quando diversi avvicendamenti tecnici e vicissitudini societarie sofferte porteranno la Vjs Velletri a ripartire dalla Terza Categoria. 

## La rifondazione e la rinascita: da Nuova Vjs Velletri a Vjs Velletri (2016-oggi)
La stagione 2015-2016 vede il club rossonero attraversare una grave crisi societaria e sportiva. Nel mese di gennaio, una cordata di imprenditori decide di sostenere il presidente Benedetto Scaccia riformando la squadra e tentando una disperata salvezza in Promozione, non riuscita con la sconfitta ai play out contro il Pro Roma (1-3). Nonostante l'imminente notizia del ripescaggio, al formalizzare delle iscrizioni la Vjs Velletri non riesce a presentare la documentazione necessaria e resta così esclusa. L'imprenditore di Genzano Paolo Barbetta, insieme al Direttore Generale Mauro Bernardi e al consigliere Massimo Canini, decide di ripartire dalla rifondazione di una Scuola Calcio. Nel luglio 2016 nasce così la Nuova Vjs Velletri, con una matricola diversa e con gli stessi colori sociali del club non iscritto alla Promozione, che opera con attività di Scuola Calcio nella struttura del Centro Sportivo "Maracanà". Con la stagione 2017-2018, oltre alla Scuola Calcio la società cambia denominazione riacquistando il nome storico "Vjs Velletri" e partecipa al campionato di Juniores Provinciale e a quello di Terza Categoria, rispettivamente posizionandosi quarta e ottava. Con l'annata 2018-2019, oltre alla Scuola Calcio, la prima squadra viene ripescata in Seconda Categoria e al timone del club veliterno arriva l'imprenditore Fabrizio Di Meo, in sostituzione del presidente Barbetta, con il preciso obiettivo di rilanciare la società e riformare un Settore Agonistico completo. Nel 2018-2019 la Vjs Velletri milita in Seconda Categoria conquistando la promozione grazie a 71 punti, record storico per la Vjs Velletri, che valgono il secondo posto nel girone H, dopo una lunga contesa per il primato contro il Latina Isonzo perso proprio nello scontro diretto in terra pontina. Nel maggio 2019 Di Meo lascia la proprietà all'imprenditore Marco Silvagni, che rileva il club e iscrive la squadra alla Prima Categoria. Per il 2019-2020 il sodalizio rossonero milita nel girone G. Dopo il passaggio sotto la presidenza di Stefano Di Crescenzo, la Vjs Velletri disputa un campionato di Prima Categoria in cui ottiene una tranquilla salvezza (2021-22), mentre nella stagione 2022-2023 conclude al secondo posto nel girone della Prima Categoria ottenendo la promozione in Promozione. Protagonista dell'anno il bomber Filippo Pansera, con 35 reti all'attivo, e la squadra protagonista di un testa a testa con il Torrino che viene tallonato per l'intero campionato prima dell'1-1 allo "Scavo" che mette fine alle speranze di primato dei rossoneri.
La stagione 2023-2024 vede la Vjs Velletri militare nel campionato cadetto regionale otto anni dopo la prima volta. La società rinforza la rosa con alcuni elementi (Stampiglia, Francescotti, Carlino, Costanzo, Frasca) e dopo un avvio stentato grazie a una serie di risultati utili la squadra si trova sempre in zona salvezza. A due giornate dalla fine del campionato i rossoneri vedono la possibilità di salvezza diretta avendo un vantaggio superiore a 8 punti rispetto alla potenziale avversaria play out. Con la doppia vittoria per 2 a 1 sul Cantalice in casa e 2 a 1 sulla Vivace Grottaferrata in trasferta il team di Velletri festeggia la permanenza in categoria evitando i play out e assicurandosi il secondo campionato di Promozione consecutivo.

## Organigramma 2024-2025
- Presidente: Stefano Di Crescenzo
- Direttore Generale: Matteo Moscato
- Direttore Sportivo Settore Agonistico: Massimo Canini
- Dirigente Responsabile Segreteria e Relazioni FIGC: Valentina Elisei
- Dirigente Responsabile Comunicazione-Area Stampa: Rocco Della Corte
- Responsabile Attrezzature/Magazzino: Severo Bianchini
- Responsabile Area Motoria/Preparazione Atletica: Matteo Moscato
- Responsabile Tecnico Preparazione Portieri: Alessandro Bernardi
- Allenatore Prima Squadra: Damiano Valenti
- Staff Dirigenziale Prima Squadra: David Cosetti, Riccardo Cicala, Riccardo Bologna

## Stadio
Il campo di gioco della VJS Velletri è lo Stadio Comunale "Giovanni Scavo A" di Velletri, sito in via del Campo Sportivo, un tempo con una capienza di circa 10.000 spettatori. Attualmente lo stadio può contenere 5.560 spettatori a sedere. È un campo in erba dove si differenziano due tribune. La ovest, con la parte centrale coperta e con una capienza di circa 3500 posti e la tribuna est che può contenere  circa 1200 spettatori. A circondare l'impianto vi è una pista di atletica con 6 corsie. Attualmente lo "Scavo A" è in uso per Vjs Velletri ed SPQV Velletrim
Lo "Scavo" vanta un terreno di gioco regolamentare per la serie B. Adiacente allo stadio Comunale ha sede un secondo impianto, detto "Giovanni Scavo B", in erba sintetica, dove disputano le gare le altre squadre che rappresentano Velletri e che militano in categorie inferiori come gli Allievi, Juniores, Giovanissimi Regionali e Provinciali della Vjs Velletri ed altre società - che lo utilizzano anche per gli allenamenti. Quest'ultimo è dotato di una piccola tribuna in ferro da circa 500 posti e considerando anche lo spazio circostante alla tribuna (posti in piedi) si può raggiungere una capienza massima di 600-700 spettatori. La Vjs Velletri, in Promozione, disputa le proprie gare interne allo "Scavo B", globalmente ristrutturato nell'estate 2018. 

## Tifoseria

### Oggi
Il gruppo di tifo organizzato più celebre è la Banda Volsca. Non molto numeroso, occupa soltanto in minima parte la Tribuna Est e segue la squadra in trasferta. Nel 2007-08 nel corso del girone B la Tribuna Est è stata chiusa e così la tifoseria ultras è rimasta fuori dallo stadio per poi entrare nella tribuna dei distinti per le ultime gare di campionato. Spesso gli ultras richiedono di poter tornare nel loro settore che è stato riaperto al pubblico nel 2010. In generale la città non è più presente come una volta alle vicissitudini della Vjs Velletri, infatti obiettivo della società è quello di riportare i tifosi allo stadio visto il numero di presenze registrate non proprio sufficiente, in rapporto alla grandezza della città, negli ultimi anni. Il gruppo ultras è composto generalmente da una cinquantina\sessantina di persone nelle gare casalinghe e una ventina di unità per le trasferte.
Dalla stagione 2021-2022 la tifoseria si è ricompattata grazie al coinvolgimento di nuovi gruppi, e assicura una presenza costante di almeno 200 persone in casa e una vasta delegazione anche in trasferta. La tifoseria ultras, sotto il nome di Banda Volsca, si distingue anche per il suo impegno nel sociale e ha attivato una pagina Instagram e facebook ufficiale. 

### Nel passato
In passato l'allora Comunale, odierno "G. Scavo", ha visto cifre da capogiro: la città è stata molto vicina alla squadra negli anni di militanza nel campionato nazionale di Serie D. Nei derby contro il Cynthia, storica rivale, o la Lupa Frascati non di rado si sono raggiunte cifre di pubblico a tre zeri fino a 8000 spettatori. Anche in trasferta la squadra è stata seguita da un cospicuo pubblico soprattutto negli anni in cui il team è stato in lotta per la promozione in C. Grande pubblico al seguito della squadra anche in occasione della Coppa Italia vinta nel 1992-93 (al Flaminio l'intera tribuna laterale si è riempita di tifosi veliterni giunti in numero di 3500 unità). Record di presenze anche nelle amichevoli contro Milan (1-2) e Roma (0-0) quando gli spettatori furono 8500 e Lazio (1-2) con 1500 tifosi. Il Gruppo Storico, gli Ultras, i Viking sono vecchie riunioni di sportivi. Non di rado si formavano gruppi di ultras che prendevano il nome delle piazze della città dal momento che nascevano dall'idea di cittadini che abitanti nella stessa zona la domenica decidevano di andare a vedere la partita insieme. È un esempio lampante di come prima lo sport e il calcio a Velletri fossero un fenomeno di massa, cosa che nel presente non è più accentuata.

## Allenatori
| 2005-06    | Carlo Pascucci                                   |
| 2006-07    | Marco Conti (esonerato a gennaio 2007)           |
|            | Fabio Lucidi                                     |
| 2007-08    | Fabio Lucidi                                     |
| 2008-09    | Roberto Giovarruscio (esonerato a novembre 2008) |
|            | Alberto Di Meo                                   |
| 2009-10    | Aldo Salerno (dimesso a gennaio 2010)            |
|            | Giancarlo Paloni (dimesso a marzo 2010)          |
|            | Alberto Di Meo                                   |
| 2010-11    | Alberto Di Meo                                   |
| 2011-12    | Alberto Di Meo (Settembre-Ottobre 2011)          |
|            | Giovanni Bonanni (Ottobre 2011)                  |
|            | Alberto Di Meo (Ottobre-Dicembre 2011)           |
|            | Roberto Bruni                                    |
| 2013-2014  | Massimo Bindi                                    |
| 2014-2015  | Corrado Sambucci                                 |
| 2018- 2024 | Stefano De Massimi                               |

## Capitani e migliori marcatori
- Capitano 2006-07: Luca Fabiani
- Capitano 2007-08: Fabio Di Vincenzo
- Capitano 2008-09: Ilario Ricozzi/Ruggero Panella
- Capitano 2009-10: Fabio Ciasca
- Capitano 2010-11: Luis Pagliuca/Protani Emanuele
- Capitano 2011-12: Flavio Ricchiuti
- Capitano 2013-2014: Lorenzo Caputi
- Capitano 2014-2015: Stefano Tafani / Pasquale Rulli
- Capitano 2017-2018: Roi Mapelli
- Capitano 2018-2022.: Matteo Moscato
- Capitano 2023-2024: Lorenzo Cafarotti
- Miglior Marcatore 2006-07: Marcello Borrielli (14 reti)
- Miglior Marcatore 2007-08: Hernan Molinari (10 reti)
- Miglior Marcatore 2008-09: Ruggero Panella (7 reti)
- Miglior Marcatore 2009-10: Fabio Ciasca (7 reti)
- Miglior Marcatore 2010-11: Moreno Barani (13 reti)
- Miglior Marcatore 2011-12: Stefano Termine (7 reti)
- Miglior Marcatore 2013-2014: Giovanni Terrazzino (21 reti)
- Miglior Marcatore 2018-2019: Danilo Cassandra (30 reti)
- Miglior Marcatore 2022-2023: Filippo Passera (35 reti)
- Miglior Marcatore 2023-2024: Federico Passaretta (11 reti)

## Palmarès

### Competizioni nazionali
- Campionato nazionale Dante Berretti : 1

1972-1973 (categoria Serie D)

### Competizioni regionali
- Eccellenza: 1

1994-1995 (girone B)
- Promozione: 3

1968-1969, 1978-1979 (girone B), 1995-1996 (girone C)
- Coppa Italia Dilettanti Lazio: 1

1992-1993
- Seconda Categoria: 1

1966-1967

### Competizioni giovanili
- Campionato nazionale Dante Berretti: 1

1972-1973 (torneo Serie D)